# Herakut

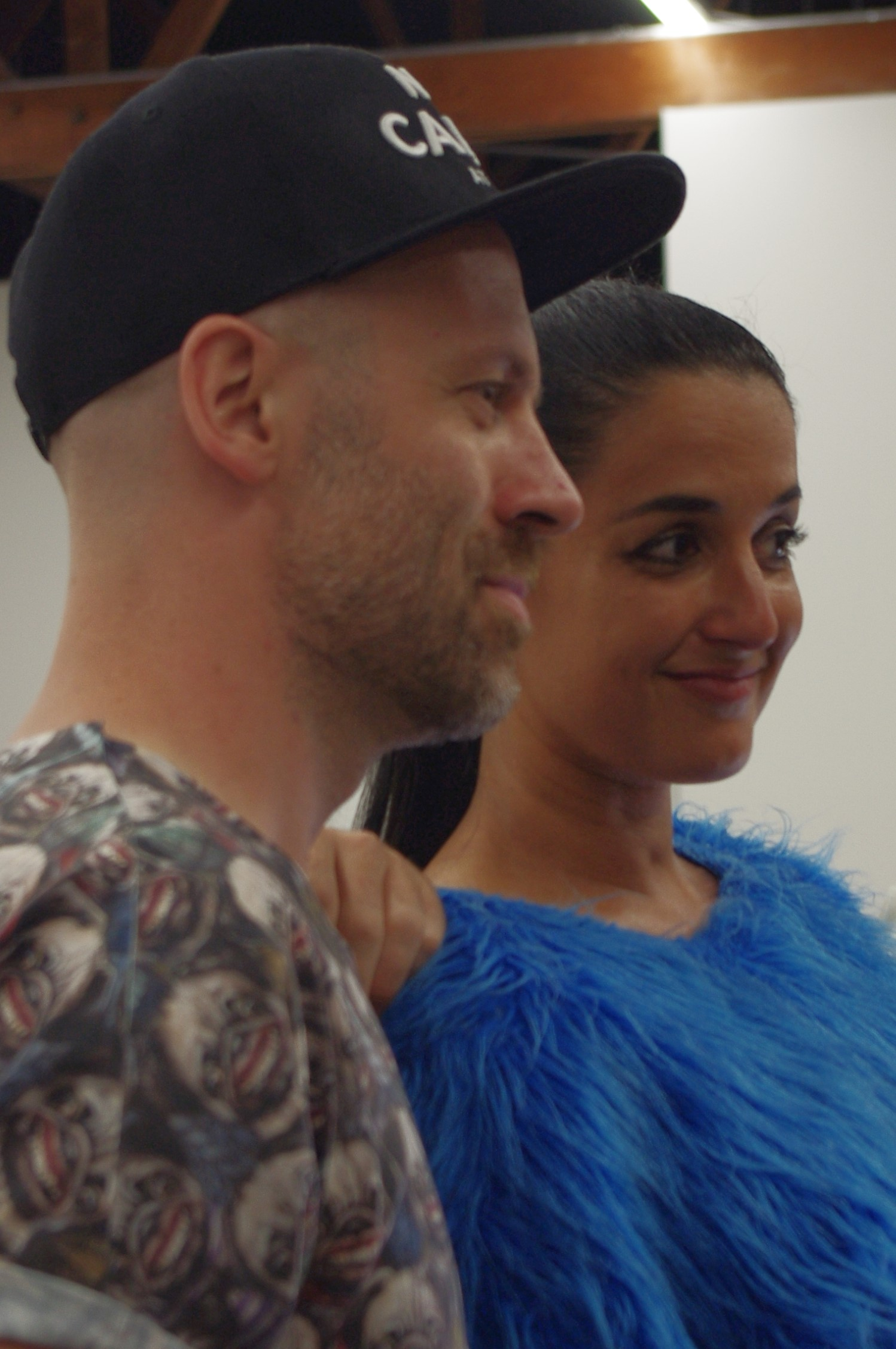
Künstlerduo HERAKUT

Herakut war ein deutsches Künstlerduo aus der Streetartszene, bestehend aus Jasmin Siddiqui und Falk Lehmann. Seit 2004 waren sie international tätig und schufen unter anderem Wandgemälde im öffentlichen Raum.

## Leben und Karriere
Sowohl Siddiqui als auch Lehmann waren schon vor ihrer Begegnung und der Fusion ihrer Talente im Bereich der Streetart tätig.
Jasmin Siddiqui wurde als Tochter eines Pakistaners und einer Deutschen 1981 in Frankfurt am Main geboren. Aufgrund ihrer Herkunft hatte sie oft mit Vorurteilen zu kämpfen, vor allem in der Schulzeit reduzierten viele Mitschüler sie auf ihre Hautfarbe. Aus Frust und Unzufriedenheit über dieses Schubladendenken fing sie an, Graffiti zu erstellen und schuf sich so ihre eigene Welt. Zudem zeigte Siddiqui große Begeisterung für die Graffitikünstler, welche die grauen und tristen Mauern der Stadt mit Farbe schmückten. Dem Wunsch ihrer Eltern folgend, begann sie ein Studium für Kommunikationsdesign. Allerdings stellte sie schnell fest, dass dieses keine Zukunft für sie darstellte. Stattdessen fühlte sie sich in der Graffitiszene zu Hause, in der sie mit Anfang zwanzig dann auch aktiv wurde. Hera, der Name der griechischen Göttin, wurde ursprünglich zu Siddiquis Pseudonym und Künstlernamen, weil sich die noch junge Künstlerin so ihrem damaligen Freund, der unter dem Pseudonym „Zeus“ sprühte, zugehörig zeigen wollte. Über die Jahre hat sich die Wahl des Namens als Gegensatz und eine Verwandlung von der einst schüchternen und zurückhaltenden zu der starken und selbstbewussten Frau etabliert, die sie heute in der, noch immer von Männern dominierten, Szene verkörpert.
Falk Lehmann wurde 1977 im thüringischen Schmalkalden geboren. Im Alter von 14 Jahren wurde Lehmanns Interesse für die Graffitiszene geweckt und seit 1994 malt er unter dem Pseudonym AKUT. Nach dem Abitur studierte Lehmann zunächst Architektur an der FH Erfurt, wechselte nach dem Vordiplom jedoch zur Visuellen Kommunikation an die Bauhaus-Universität in Weimar. Vor der Zusammenarbeit mit Siddiqui war Lehmann seit 2001 mit seiner Graffiti Crew „Ma’Claim“ aktiv. Die Gruppe – bestehend aus „Akut“, „Case“, „Rusk“ und „Tasso“ – hatte sich durch einen bis dato in Deutschland noch kaum verbreiteten hyperrealistischen Stil in der Szene weltweit einen Namen gemacht.
2004 begegneten sich Siddiqui und Lehmann auf einem Urban-Art-Festival in Spanien. Nach gemeinsamer Gestaltung einer Wand beschlossen die beiden Künstler, ihr Talent und ihre Namen zu vereinen. Hera und Akut waren nun Herakut. Seither folgte eine enge Zusammenarbeit des Duos.
Mehrere Wochen im Jahr waren Siddiqui und Lehmann weltweit unterwegs, um neue Plätze und Orte für ihre Werke zu finden. Im Februar 2014 wurden sie von der Organisation AptART eingeladen für drei Wochen in das Flüchtlingslager Zaatari in Jordanien zu reisen, um dort mit syrischen Kindern die weißen Container und Wände des Lagers in farbenfrohe Gemälde zu verwandeln. Anfangs waren nur drei Wandgemälde geplant. Letztlich entstanden mit Hilfe der Kinder insgesamt acht Murals. In der Ausstellung „Colours Of Resilience“ in Frankfurt-Sachsenhausen konnte man die Resultate der Arbeit in Jordanien auf Fotos, Skizzen und Leinwänden anschauen.
Herakut ist international hoch angesehen, Jim Carrey hatte das Künstlerduo beauftragt, eine Mauer in seinem Garten anzumalen.
Eine Zeit lang nutzte das Duo Lehmanns Elternhaus im Thüringer Wald als Atelier. Ab 2015 lebten und arbeiteten sie in Berlin.
2020 trennten sich die Wege nach längeren Differenzen in Bezug auf die gemeinsame künstlerische Ausrichtung. Seitdem arbeiten Siddiqui, den früheren Herakut-Stil weitestgehend aufrecht erhaltend, und Lehmann, deutlich dem Fotorealismus verschrieben, erfolgreich unter ihren Pseudonymen „Hera von Herakut“ und „AKUT“ an ihren Solokarrieren.

## Motive und Gestaltung
Die Bandbreite von Herakuts Arbeiten reichte von kleinen Collagen, aufwändigen Installationen über Leinwandarbeiten bis hin zu riesigen Murals auf Häuserfassaden. Figuren und Gesichter, meist Fabelwesen aus Mensch und Tier prangen auf Gebäuden auf der ganzen Welt. Ein besonderer Blickfang sind dabei vor allem die großen Augen mit ihrem melancholischen Ausdruck.
Aufgrund ihrer verschiedenen künstlerischen Stile kamen Hera und Akut auch jeweils unterschiedliche Aufgaben im Rahmen ihrer Zusammenarbeit zu: während Siddiqui für die groben Umrisse, flüchtige Linien und verlaufene Farbstrukturen zuständig war, übernahm Lehmann die photorealistische Arbeit und den Feinschliff. Für die Grobfassung bediente sich Hera überwiegend Pinseln und Farbrollen, AKUT hingegen arbeitete die fotorealistischen Merkmale der Figuren ausschließlich mit der Sprühdose aus.
Zu Herakuts persönlicher Handschrift zählte immer ein poetischer Spruch, der einerseits Aufschluss über die Persönlichkeit des dargestellten Charakters gab, andererseits aber auch zum Nachdenken über allgemeine sozial- und gesellschaftskritische Themen anregen sollte. Zudem wurden die kurzen Texte in verschiedene Sprachen übersetzt, je nachdem in welchem Land sich das Mural befand. So sollen die Botschaften von möglichst vielen Menschen verstanden werden.

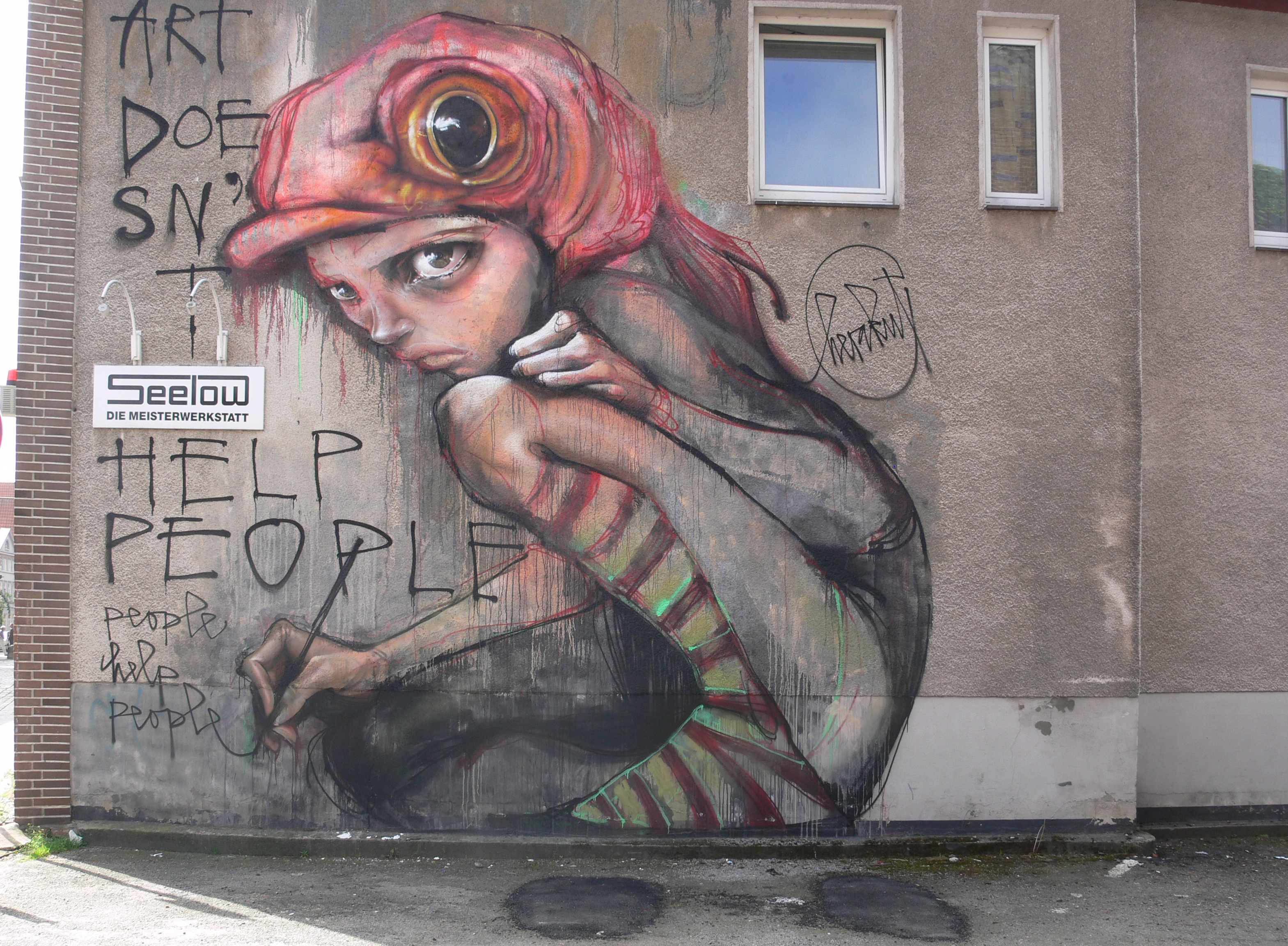
„Art Doesn't Help People, People Help People“ (Lüneburg, Wandfärberstraße)
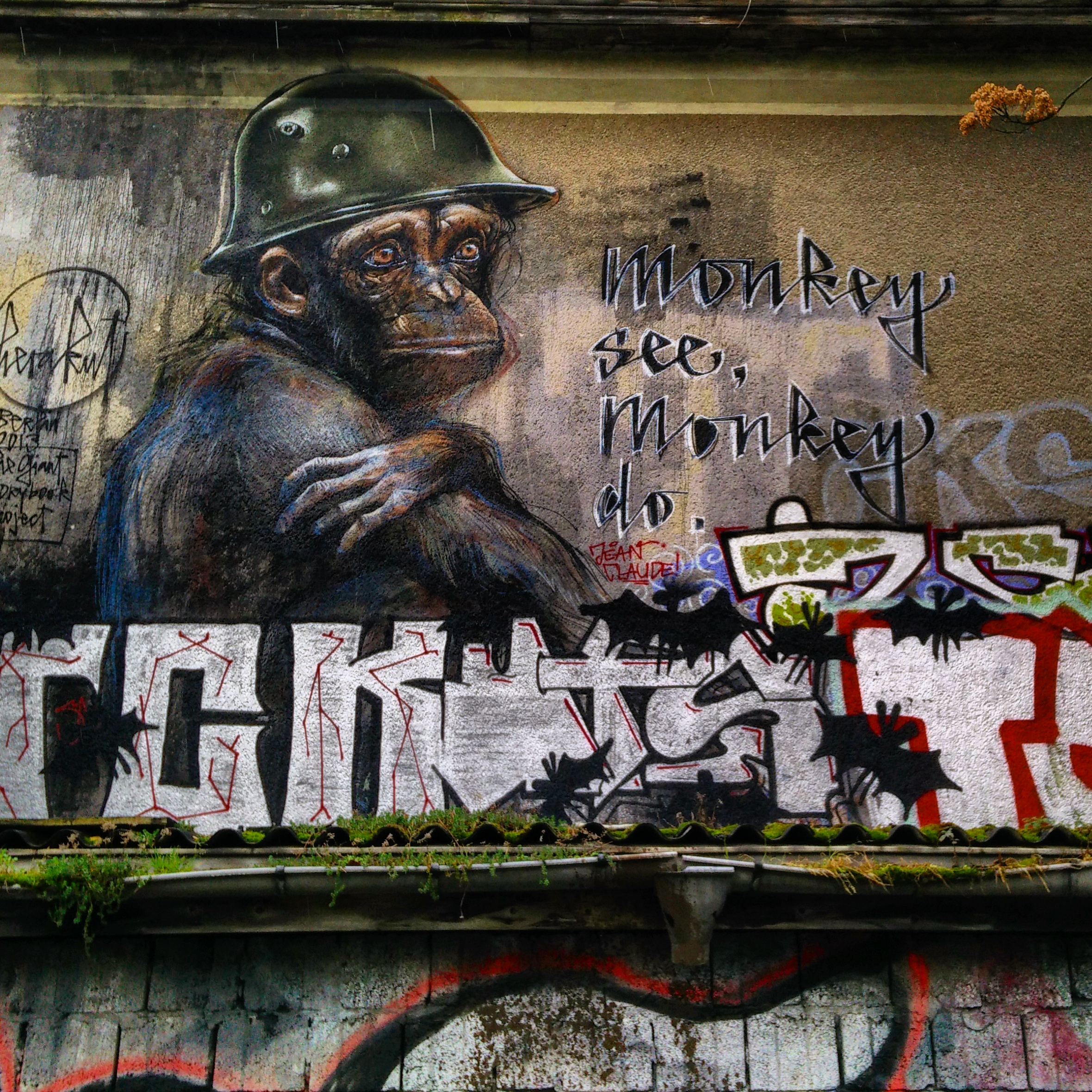
„Monkey see, Monkey do“ (Berlin, Alt-Stralau)
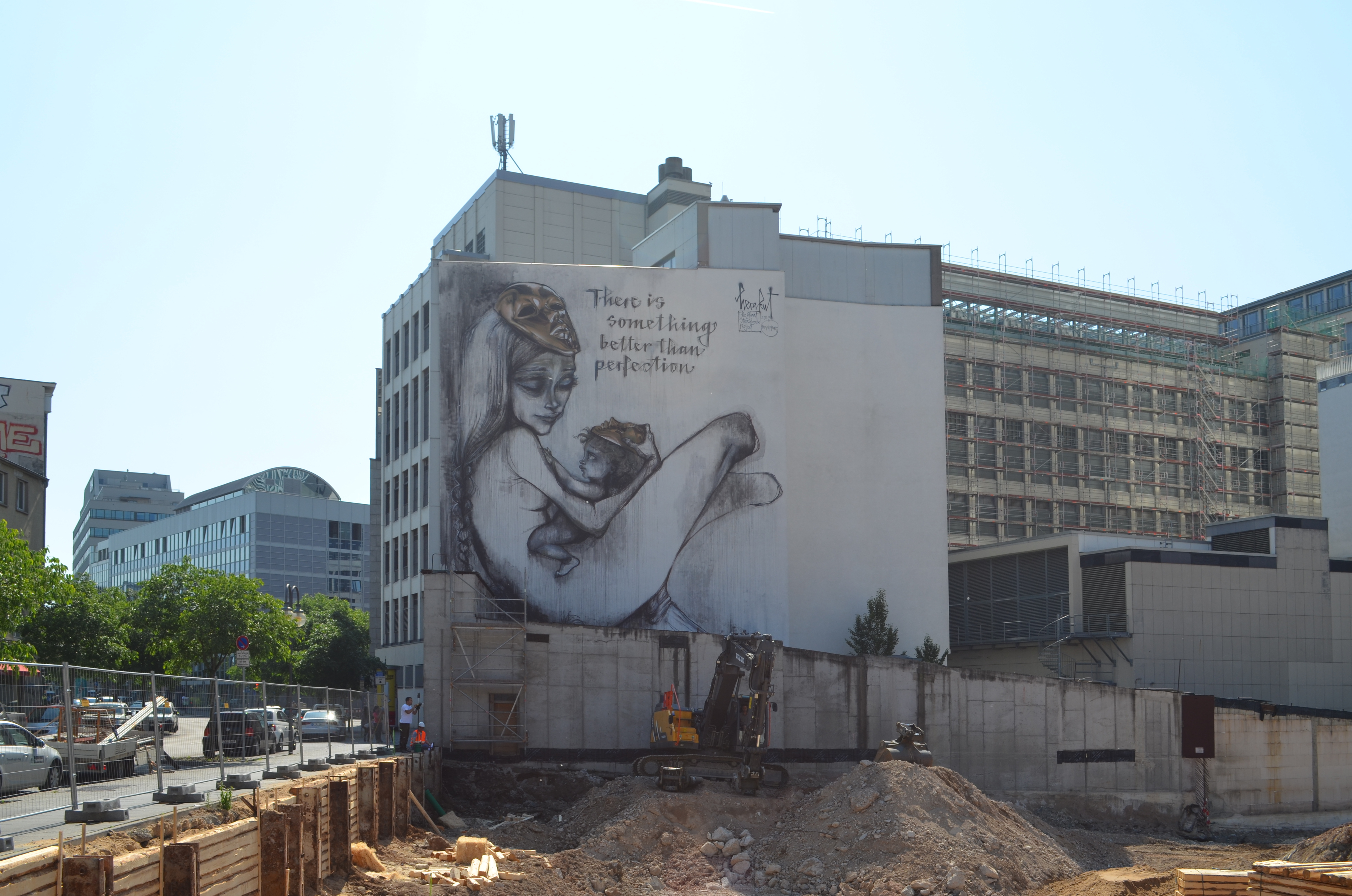
„There is something better than perfection“ (Frankfurt, Stiftstraße)
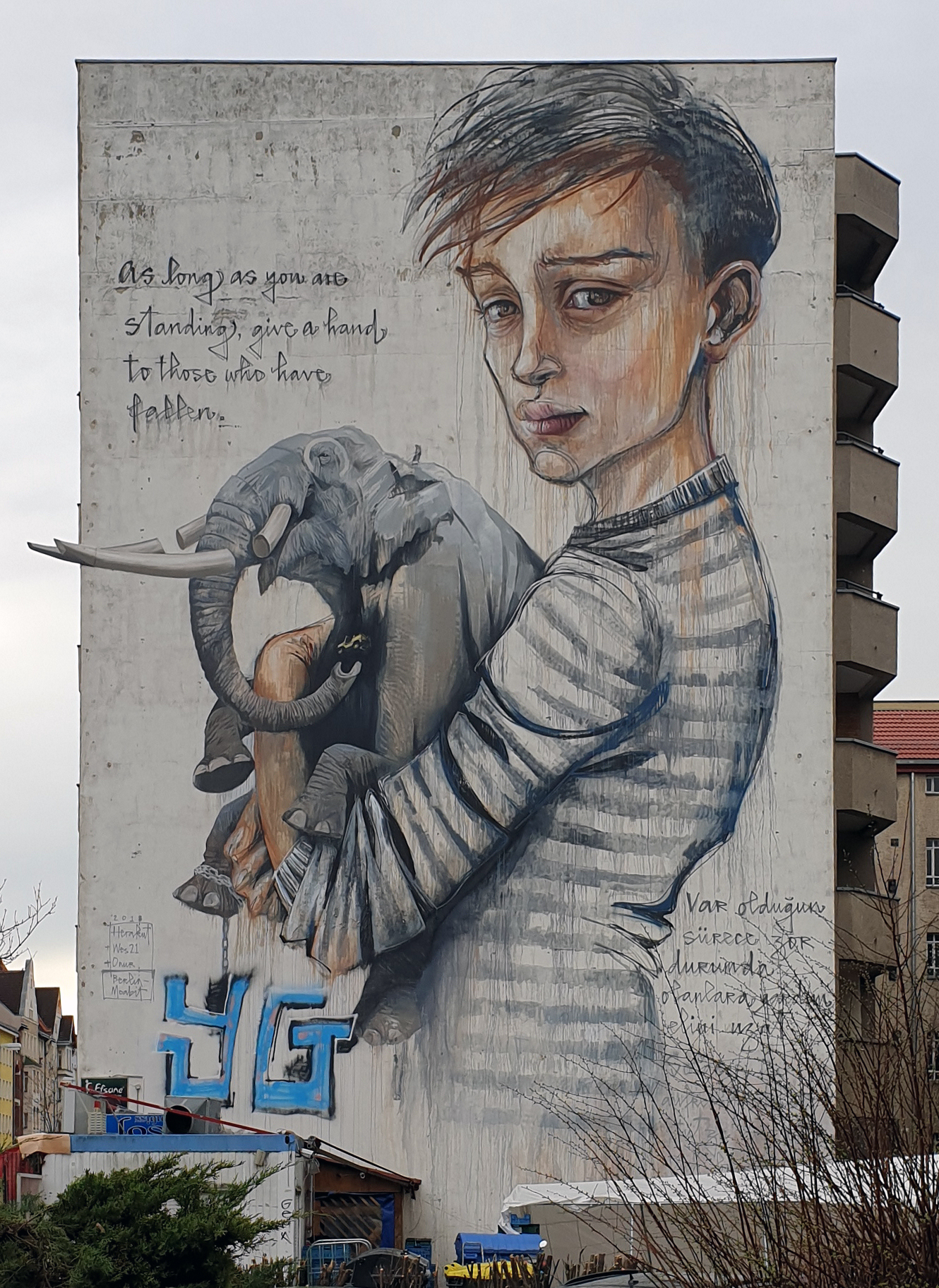
„As long as you are standing..“ (Berlin, Moabit)
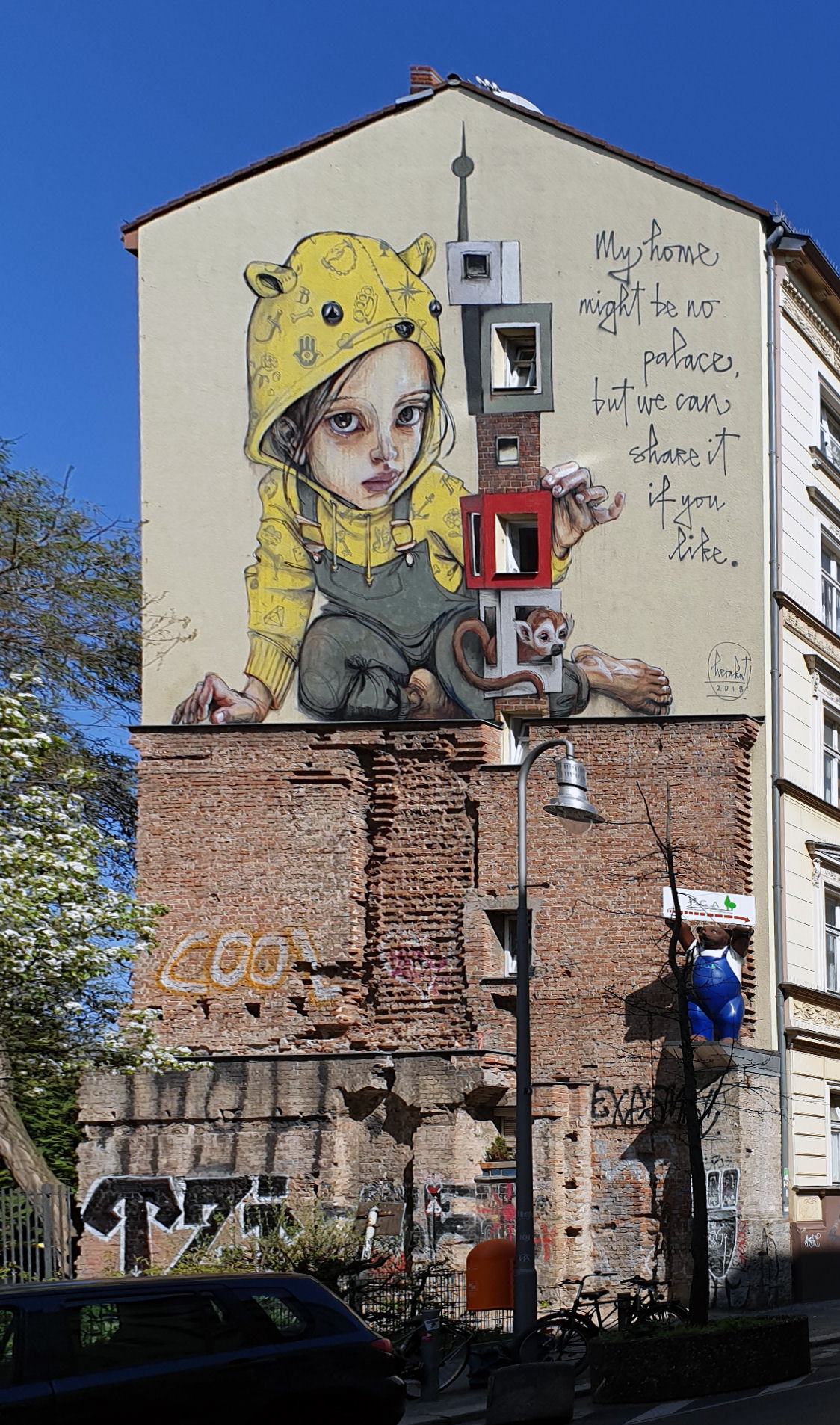
„My home might be no palace..“, 2018, Luckauer Straße 14, Berlin-Kreuzberg
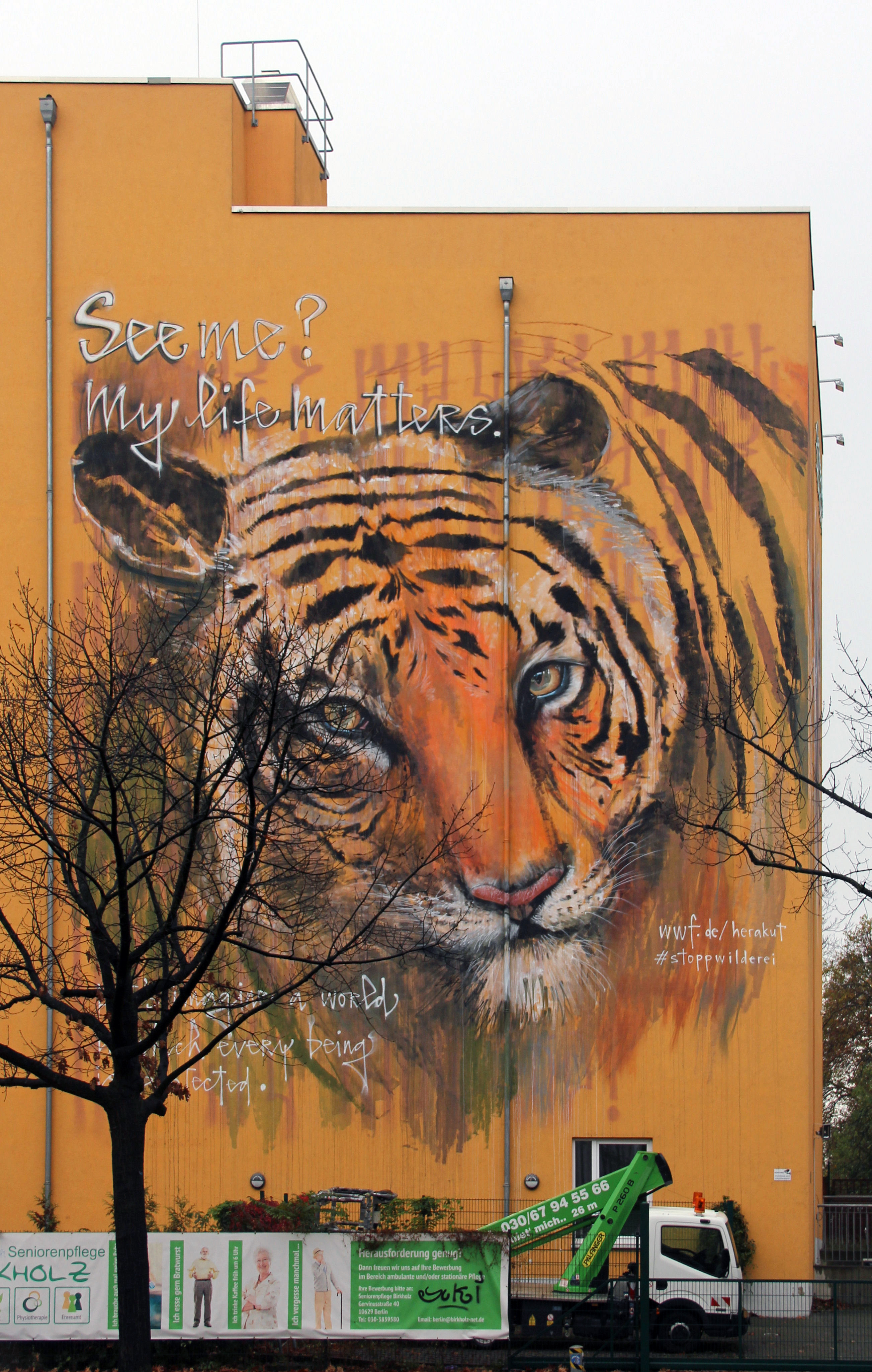
„See me“, 2019, Lewishamstraße 15, Berlin-Charlottenburg

## Intention
Auch wenn einige ihrer Werke in Kunstgalerien im Rahmen von Ausstellungen zu finden waren, so blieb der urbane Raum ihr bevorzugter Ausstellungsort.
In erster Linie verfolgten die Künstler die Absicht, den Betrachter mit ihren märchenhaften Figuren zu inspirieren und ihre Fantasie zu beflügeln. Herakuts Bilder wirkten oftmals sehr trist und düster. So sollten ihre Wandmalereien die Funktion eines Spiegels, der unverfälscht die nicht immer farbenfrohe Realität abbildet, übernehmen.
Zudem teilten sowohl Siddiqui als auch Lehmann die Ansicht „There is something better than perfection“. So lautete auch die Beischrift eines ihrer Werke an einer Frankfurter Hausfassade, welches eine Mutter mit ihrem Kind zeigte. Auf dem Kopf trug sie eine goldglänzende Maske, symbolisch für das perfekte Dasein stehend. Perfektion sei nicht das Maß aller Dinge, stattdessen seien Werte wie Barmherzigkeit, Wohltätigkeit oder Nächstenliebe essentielle Bestandteile unseres Lebens. Auch Streetart und die Arbeiten Herakuts zeugten keineswegs von Perfektion. Es gab kein Richtig oder Falsch, was durch ihre Kunst direkt vermittelt wurde. In Reykjavik fragten Herakut in ihrem Mural für das Iceland Airwaves Festival 2016, das sie zusammen mit dem amerikanischen Kronos-Quartet umsetzten: „Isn’t it our job as humans to be collecting great moments?“

## The Giant Storybook-Projekt
The Giant Storybook war Herakuts größtes und aufwendigstes Projekt, das die Gestaltung und Veröffentlichung eines Kinderbuches zum Ziel hatte. Dazu reiste das Künstlerduo ab September 2012 um die ganze Welt und besprühte zahlreiche Hauswände, Mauern und Fassaden, die später den Inhalt des Storybooks ausmachen sollten. Die Besonderheit des Projekts bestand darin, dass die Geschichte nicht an einem einzigen Standort zu finden sein, sondern auf der ganzen Welt von Menschen gelesen und entdeckt werden sollte, ein Projekt mit einer grenzübergreifenden Geschichte.
Die Hauptfiguren des Storybooks stellten dabei zwei Geschwister dar, das kleine Mädchen Lily und ihr Bruder Jay, die in unterschiedlichen Welten aufwachsen. Während Jay in einer Welt von Perfektion gefangen ist und durch das Gestalten von Graffiti eine Rebellion beginnt, befindet sich Lily in einer Parallelwelt ihres Bruders. Auch sie fühlt sich dort nicht wohl und flieht, um Jay zu finden. Auch wenn das Grundgerüst schnell stand, entwickelten sich die Geschichte des Storybooks sowie dessen Charaktere mit jeder Seite und jedem Mural kontinuierlich weiter. Ein essentieller Bestandteil waren dabei die Reaktionen der Menschen auf der Straße. Je nachdem, wie die Außenwirkung ausfiel, änderten Herakut auch noch im Nachhinein die Bedeutung eines einzelnen Murals oder einer Figur im Zusammenhang der Geschichte.
Mit ihrem Storybook wollten Herakut vermitteln, dass es „Themen und Ideen gibt, die alle Menschen auf der Welt gleichsam beschäftigen und verbinden, unabhängig von Heimatland und Lebensumständen“. Statt stets nach Unterschieden zu suchen, sollten sich die Menschen vielmehr auf ihre Gemeinsamkeiten besinnen.
Das Projekt wurde jedoch niemals abschließend verwirklicht.